# Итья
Итья — река в России, протекает по Старожиловскому району Рязанской области. Левый приток Прони.
Длина реки составляет 22 км. Площадь водосборного бассейна — 120 км².

## География
Река Итья берёт начало в районе деревни Малая Кременовка. Течёт на восток. Устье реки находится у села Столпцы в 47 км по левому берегу реки Проня.

## Данные водного реестра
По данным государственного водного реестра России относится к Окскому бассейновому округу, водохозяйственный участок реки — Проня от истока и до устья, речной подбассейн реки — Бассейны притоков Оки до впадения Мокши. Речной бассейн реки — Ока.
Код объекта в государственном водном реестре — 09010102112110000025813.